# Radzanów nad Pilicą
Radzanów nad Pilicą is een dorp in de Poolse woiwodschap Mazovië, in het district Białobrzeski. De plaats maakt deel uit van de gemeente Radzanów (powiat białobrzeski) en telt 356 inwoners.